# 亀川清長
亀川 清長（かめかわ きよなが、1946年9月29日 - ）は日本の元裁判官。東京地方裁判所判事、福岡地方裁判所部総括判事、那覇地方裁判所所長などを歴任し、2010年に依願退官した。九州大学卒。

## 職歴
- 1975年4月 京都地裁判事補[2]
- 1978年4月 静岡地裁・静岡家裁浜松支部判事補、浜松簡裁判事[2]
- 1981年4月 熊本地裁・熊本家裁判事補、熊本簡裁判事[2]
- 1984年4月 福岡地裁判事補、福岡簡裁判事[2]
- 1985年4月 福岡地裁判事、福岡簡裁判事[2]
- 1987年4月 宮崎地裁・宮崎家裁都城支部長、都城簡裁判事[2]
- 1990年4月 東京地裁判事、東京簡裁判事[2]
- 1993年4月 福岡地裁判事・福岡家裁判事、福岡簡裁判事[2]
- 1996年4月 福岡地裁部総括判事[2]
- 1998年4月 佐賀地裁・佐賀家裁部総括判事、佐賀簡裁判事[2]
- 2002年4月 福岡地裁部総括判事[2]
- 2005年9月 熊本地裁・熊本家裁部総括判事、熊本簡裁判事[2]
- 2008年2月 福岡地裁・福岡家裁小倉支部長、同直方支部長、小倉簡裁判事、直方簡裁判事[2]
- 2008年4月 福岡地裁・福岡家裁小倉支部長、小倉簡裁判事[2]
- 2009年1月 那覇地裁所長、那覇簡裁判事[2]
- 2010年2月 依願退官[2]
- 2016年11月 瑞宝中綬章受章

## 主な判決・判断

### 靖国神社参拝問題
2001年8月13日に小泉首相（当時）が靖国神社を参拝したことにより信教の自由等を侵害されたとして、九州などに在住の211名が損害賠償を求めていた裁判で、2004年4月13日の福岡地裁判決において原告の請求を棄却した。しかし、傍論で小泉首相の参拝が公的なものであると認定し、「参拝は違憲」とした。判決理由において、参拝の合憲性の議論が十分になされていない中で参拝が繰り返されていることを問題視。裁判所が参拝の違憲性に関して判断を避ければ今後も同様の行為が繰り返されるとし、「違憲性を判断することを自らの責務と考える」と述べた。総理大臣による靖国神社参拝を違憲と判断したのは、1991年の仙台高裁判決に次いで二例目であった（岩手県議会靖国神社訴訟を参照）。

この判決に対し、国民運動団体「英霊にこたえる会」は亀川ら3名の裁判官の罷免を要求して、国会の裁判官訴追委員会に訴追請求状を提出するなどの運動を行った。

## 人物
那覇地裁所長就任の際に、裁判員制度について「裁判官は法律の知識を持った一市民として参加できるのではないか」と述べた。